# Leah Greenberg
Leah Greenberg (geboren 1987 in Chevy Chase, Maryland) ist eine US-amerikanische politische Aktivistin und Mitgründerin der Non-Profit-Organisation Indivisible. Zusammen mit Ezra Levin wurde sie für die Autorenschaft am Buch We Are Indivisible: A Blueprint for Democracy After Trump von der Zeitschrift Time zur Time 100 gezählt.

## Leben
Greenberg wuchs in Chevy Chase, Maryland auf. Sie studierte am Carleton College und erhielt einen Bachelor of Arts. Anschließend erhielt sie ihren Master in Rechtswissenschaften und Diplomatie an der Tufts University.
Nach dem Studium arbeitete sie zunächst für die philanthropische Organisation Humanity United. Dort organisierte sie Projekte, die gegen Menschenhandel und Sklaverei vorgehen. Als Berater in Fragen zum Menschenhandel wurde sie unter anderem vom Außenministerium der Vereinigten Staaten sowie vom Quadrennial Diplomacy and Development Review angefragt. Als Assistentin unterstützte sie außerdem Tom Perriello, den Kongressabgeordneten von Virginia. Greenberg leitete auch das Wahlkampfteam in Perriellos Gouverneurswahlkampf 2017.
Zusammen mit ihrem Ehemann Ezra Levin sowie Jeremy Haile und Angel Padilla, alle wie sie ehemalige Mitarbeiter von Kongressabgeordneten, gründete sie 2016 nach der Wahl Donald Trumps zum 45. Präsidenten der Vereinigten Staaten die Online-Publikation Indivisible: A Practical Guide for Resisting the Trump Agenda. Die Website ging viral und entwickelte sich zu einer progressiven Bewegung. Levin und Greenberg gründeten eine Website und ermutigten Unterstützer eigene Ortsgruppen zu gründen. 2017 wurde schließlich die Arbeit von Indivisible als 501(c) organization mit Levin als Präsident und Greenberg als Vizepräsident weitergeführt. 2019 veröffentlichten Greenberg und Levin das Buch We Are Indivisible: A Blueprint for Democracy after Trump. Im gleichen Jahr wurde sie zusammen mit ihrem Mann vom Time Magazine zu den einhundert einflussreichsten Persönlichkeiten des Jahres gewählt.

## Auszeichnungen
- 2017: #2 der 50 top thinkers and visionaries transforming American politics nach Politico[7]
- 2018: eine der 50 einflussreichsten Persönlichkeiten in Trumps Washington nach GQ[8]
- 2019: Time 100

## Werke
- We are Indivisible: A Blueprint for Democracy after Trump. Zusammen mit Ezra Levin. Atria/One Signal Publishers 2019. ISBN 978-1982129972.